# KNSM ES-Serie
Die „ES“-Serie oder „ES“-Klasse war eine Baureihe von Frachtschiffen der Amsterdamer Reederei Koninklijke Nederlandsche Stoomboot Maatschappij (KNSM). Die Schiffsklasse bestand aus 14 Schiffen desselben Schiffstyps, die von drei verschiedenen Werften gebaut wurden. Ihren Namen erhielt die Baureihe von den Namen der Schiffe, die ausnahmslos auf „es“ endeten.

## Bau und Beschreibung
Gebaut wurden die Schiffe bei den Werften C. van der Giessen & Zn. Scheepswerven in Krimpen a/d IJssel, Scheepswerven Gebroeders Pot in Bolnes, A. Vuyk & Zonen in Capelle a/d Ijssel und Amsterdamsche Droogdok Maatschappij (ADM) in Amsterdam. Den Grundentwurf lieferte die Konstruktionsabteilung der KNSM unter Leitung des Schiffskonstrukteurs Van Kuyk. Die Auslegung der Schiffe mit etwas achterlicher als mittschiffs liegenden Aufbauten und konventionellem Ladegeschirr aus Leichtladebäumen und einem Schwergutbaum unterschied sich nicht grundlegend von zeitgenössischen Linienfrachtern. Die rund 130 Meter langen und 17,58 Meter auf Spanten breiten Schiffe besaßen vier Laderäume mit Zwischendeck. Das Zwischendeck war im Hinblick auf den großen Anteil an chilenischem Kupfer im Ladungsaufkommen von der Westküste Südamerikas für besonders hohe Decksbelastungen ausgelegt. Die Laderäume boten insgesamt 8450 Kubikmeter Raum für Trockenfracht, einen 287 Kubikmeter großen Kühl- und Gefrierladeraum und vier zusammen 356 Kubikmeter große Süßöl-Tanks, die im unteren Teil des Laderaum 4 beidseitig neben dem Wellentunnel angeordnet waren. Die Schiffe erhielten Passagierkammern für zwölf Passagiere. Die verbauten Stork Siebenzylinder-Zweitakt-Hauptmotoren mit Turboladern leisteten 6000 PS und erlaubten eine Geschwindigkeit von etwa 17 Knoten. Einige Einzelheiten wichen bei den Schiffen der Serie in einigen Details voneinander ab; so hatten einige Einheiten beim Bau einen 120-Tonnen-Baum, andere nur einen Schwergutbaum mit 75 Tonnen Kapazität. Eine weitere Änderung betraf alle Einheiten ab der Socrates, bei denen der Kühlladungsraum anders untergebracht wurde, weil sie nicht für den Südpazifikidenst, sondern auf der Route nach Curacao, Aruba, Kolumbien und Puerto Limon eingesetzt werden sollten. Aufgrund der klarer strukturierten Laderäume nannte man diese späteren Schiffe in Abgrenzung zu den Vorbauten Kasten-ES oder Boxen-ES. Ein Erkennungsmerkmal der Serie war die holzverkleidete Vorkante von Ruderhaus und der beiden Brückennocken. Bei einigen Schiffen wurde dieser Bereich später jedoch weiß gestrichen.

## Einsatz und Verbleib
Die Schiffe wurden bei der KNSM hauptsächlich im Dienst zwischen Europa und der Westküste Südamerikas eingesetzt, später fanden sie sich auch auf anderen amerikanischen Routen. Zuletzt waren die Schiffe häufig auf Routen der KNSM zwischen Nord- und Südamerika in Fahrt, da sich die Containerisierung der vorherigen Fahrtgebiete hier erst später durchsetzte.
Während der Betriebsjahre der ES-Serie kam es zu einigen Unfällen. Im Dezember 1962 hatte die Aristoteles auf der Weser bei Blexen Reede eine schwere Kollision mit der Graveland der niederländischen Reederei Koninklijke Hollandsche Lloyd. Die 1963 als letztes Schiff der Baureihe abgelieferte Sophocles sank am 19. Februar 1965 auf einer Reise von Aruba nach Norwegen bei den Azoren, nachdem es in der Kunstdüngerladung zu einer Explosion gekommen war. Drei Besatzungsmitglieder kamen dabei ums Leben. Am 10. April 1965 lief die Hermes auf dem Sankt Lorenz Seeweg aus dem Ruder und traf die entgegenkommende Transatlantic der Hamburger Reederei Poseidon Schiffahrt an der Backbordseite auf Höhe Vorkante Brücke, wobei zwei der Seeleute und ein Passagier ums Leben kamen. Der deutsche Frachter geriet in Brand, kenterte und sank am folgenden Tag.
Ein Teil der Schiffe wurde 1966/67 um rund zehn Meter verlängert, um die Tragfähigkeit zu vergrößern, die verbliebenen Einheiten wurden 1970 verlängert. In den 1970er Jahren erhielten einige Schiffe auch nochmals leistungsfähigere Schwergutbäume von 120, 200 und 250 Tonnen. In den Jahren 1977 bis 1979 veräußerte die Amsterdamer Reederei die Schiffe an verschiedene Reedereien. Zwei der Schiffe wurden schon 1979 und 1980 wieder verschrottet, der größte Teil wurde jedoch bis in die 1980er Jahre in Fahrt gehalten, die ehemalige Hercules hatte die längste Fahrzeit und blieb bis zu ihrem Abbruch Mitte der 1990er Jahre in Fahrt.

## Die Schiffe (Auswahl)
| KNSM „ES“-Serie                     | KNSM „ES“-Serie         | KNSM „ES“-Serie | KNSM „ES“-Serie    | KNSM „ES“-Serie | KNSM „ES“-Serie |
| Bauname                             | Bauwerft/ Baunummer     | IMO-Nummer      | Ablieferung        | Spätere Namen und Verbleib |                 |
| ----------------------------------- | ----------------------- | --------------- | ------------------ | --- | --------------- |
| Ares                                | ADM/ 193                | 5023019         | 19. September 1959 | 1966 bei Verolme in Rozenburg verlängert, 1977 Bravo Ares, vom 8. Juli 1981 bis 23. November 1984 in Piräeus aufgelegt, 1984 Equity, am 16. Dezember 1984 zur Verschrottung in Alang angeliefert    |                 |
| Achilles                            | Gebr. Pot/ 939          | 5001815         | 23. Oktober 1959   | 1967 bei Scheepswerven Boele in Bolnes verlängert, 1977 Denis, 1987 Tavira, am 5. Mai 1987 bei der Abwrackwerft Birlik Demir Celik Ticaret in Aliaga angekommen                                     |                 |
| Ceres                               | C. van der Giessen/ 794 | 5067417         | 26. November 1959  | 1966 bei Verolme in Rozenburg verlängert, 1977 Bravo Ceres, am 10. Oktober 1981 in Piräeus aufgelegt, 1987 Lagos, am 1. April 1987 zur Verschrottung in Sachana angeliefert                         |                 |
| Diogenes                            | C. van der Giessen/ 795 | 5090347         | 19. Februar 1960   | 1966 bei Wilton-Fijenoord in Schiedam verlängert, 1978 Asteroid, 1984 Astero, am 9. Oktober 1984 zum Abbruch in Shanghai eingetroffen                                                               |                 |
| Pericles                            | Gebr. Pot/ 940          | 5274761         | 31. März 1960      | 1966 bei Scheepswerven Boele in Bolnes verlängert, 1975 Schwergutbaum 250 Tonnen, 1979 verkauft, am 10. November 1985 zum Abbruch in Karachi angeliefert                                            |                 |
| Socrates                            | ADM/ -                  | 5332927         | 1960               | 1970 verlängert, 1977 Thera, 1980 in Kaohsiung verschrottet |                 |
| Archimedes                          | Gebr. Pot/ 941          | 5022235         | 22. November 1960  | 1967 bei Wilton-Fijenoord in Schiedam verlängert, 1977 Marika T, ab November 1979 bei I.M.Varela Davalillo in Castellon abgebrochen                                                                 |                 |
| Palamedes                           | C. van der Giessen/ 806 | 5268920         | 29. September 1961 | 1970 bei Scheepswerven Boele in Bolnes verlängert, 1979 Bravo Katarina, vom 9. März 1986 bis Ende Dezember 1987 in Piräeus aufgelegt, am 30. December 1987 zur Verschrottung in Aliaga eingetroffen |                 |
| Hermes                              | Vuijk & Zn./ 753        | 5149112         | 1962               | 1977 Niki R, 1984 in Kalkutta verschrottet |                 |
| Aristoteles                         | Gebr. Pot/ 946          | 5024257         | 13. December 1962  | 1970 bei Scheepswerven Boele in Bolnes verlängert, 1978 Celestial, 1983 Arabian Kariman, am 7. November 1984 zum Abbruch in Gadani angekommen                                                       |                 |
| Ulysses                             | C. van der Giessen/ 813 | 5372692         | 25. Mai 1962       | 1970 bei Scheepswerven Boele in Bolnes verlängert, 1979 Alkyon, 1981 Sirichal Bulacul, am 9. Februar 1988 zum Abwracken in Kaohsiung eingetroffen                                                   |                 |
| Ganymedes                           | Gebr. Pot/ 943          | 5126093         | 1962               | 1966 bei Scheepswerven Boele in Bolnes verlängert, April 1979 Cosmos, am 17. Februar 1986 zur Verschrottung in Cartagena angeliefert, später verholt und ab 8. April 1986 in Mamonal abgebrochen    |                 |
| Hercules                            | Gebr. Pot/ 947          | 5404990         | 28. Juni 1963      | 1970 bei Scheepswerven Boele in Bolnes verlängert, 1979 Yacu Caspi, 1994 Amazon I, ab 23. Februar 1995 in Alang verschrottet                                                                        |                 |
| Sophocles                           | C. van der Giessen/ 814 | keine           | 1963               | am 19. Februar 1965 nach einer Explosion in der Ladung nördlich der Azoren in Position 45,39°N; 024,19°W gesunken                                                                                   |                 |
| Daten: Lloyd's Register of Shipping |                         |                 |                    | |                 |